# Hòa Tú
Hòa Tú là một xã thuộc thành phố Cần Thơ, Việt Nam.

## Địa lý
Xã Hòa Tú có vị trí địa lý:
- Phía đông giáp phường Khánh Hòa và xã Ngọc Tố
- Phía tây giáp xã Nhu Gia và tỉnh Cà Mau
- Phía nam giáp phường Vĩnh Phước
- Phía bắc giáp xã Nhu Gia.

Xã Hòa Tú có diện tích 67,15 km², dân số năm 2024 là 24.499 người, mật độ dân số đạt 364 người/km².

## Lịch sử
Ngày 20 tháng 9 năm 1975, Bộ Chính trị ban hành Nghị quyết số 245-NQ/TW về việc hợp nhất tỉnh Cần Thơ (ngoại trừ huyện Thốt Nốt), tỉnh Sóc Trăng, tỉnh Trà Vinh, tỉnh Vĩnh Long thành một tỉnh, tên gọi tỉnh mới cùng với nơi đặt tỉnh lỵ sẽ do địa phương đề nghị lên.
Ngày 20 tháng 12 năm 1975, Bộ Chính trị ban hành Nghị quyết số 19/NQ về việc hợp nhất tỉnh Cần Thơ (bao gồm cả huyện Thốt Nốt của tỉnh Long Xuyên), tỉnh Sóc Trăng thành một tỉnh mới, tên gọi tỉnh mới cùng với nơi đặt tỉnh lỵ sẽ do địa phương đề nghị lên.
Ngày 24 tháng 2 năm 1976, Chính phủ Cách mạng lâm thời Cộng hòa miền Nam Việt Nam ban hành Nghị định số 3/NQ/1976 về việc hợp nhất tỉnh Cần Thơ, tỉnh Sóc Trăng và thành phố Cần Thơ thành một tỉnh mới, lấy tên là tỉnh Hậu Giang.
Ngày 7 tháng 7 năm 1982, Hội đồng Bộ trưởng ban hành Quyết định số 111-HĐBT về việc chia xã Hòa Tú thuộc huyện Mỹ Xuyên thành 3 xã: Hòa Đức, Hòa Phú, Hòa Tú.
Ngày 16 tháng 9 năm 1989, Hội đồng Bộ trưởng ban hành Quyết định số 128-HĐBT về việc:
- Thành lập xã Hòa Tú 1 thuộc huyện Mỹ Xuyên trên cơ sở toàn bộ xã Hòa Tú và một phần của xã Hòa Đức mới giải thể.
- Thành lập xã Hòa Tú 2 thuộc huyện Mỹ Xuyên trên cơ sở toàn bộ xã Hòa Phú và một phần của xã Hòa Đức mới giải thể.

Sau khi phân vạch điều chỉnh địa giới hành chính:
- Xã Hòa Tú 1 có 3.147,13 ha diện tích tự nhiên và 6.088 nhân khẩu.
- Xã Hòa Tú 2 có 3.576,40 ha diện tích tự nhiên và 6.314 nhân khẩu.[8]

Ngày 26 tháng 12 năm 1991, Quốc hội ban hành Nghị quyết về việc chia tỉnh Hậu Giang thành tỉnh Cần Thơ và tỉnh Sóc Trăng.
Ngày 26 tháng 11 năm 2003, Quốc hội ban hành Nghị quyết số 22/2003/QH11 về việc chia tỉnh Cần Thơ thành thành phố Cần Thơ trực thuộc trung ương và tỉnh Hậu Giang.
Ngày 23 tháng 12 năm 2009, Chính phủ ban hành Nghị quyết số 64/NQ-CP về việc:
- Thành lập huyện Trần Đề thuộc tỉnh Sóc Trăng.
- Xã Hòa Tú 1 và xã Hòa Tú 2 thuộc huyện Mỹ Xuyên.

Ngày 27 tháng 3 năm 2024, UBND huyện Mỹ Xuyên ban hành Thông báo số 08/TB-UBND về việc di dời huyện lỵ từ thị trấn Mỹ Xuyên đến Khu hành chính mới huyện Mỹ Xuyên tại đường Tỉnh lộ 940, ấp Hòa Phuông, xã Hòa Tú 1.
Tính đến ngày 31/12/2024:
- Xã Hòa Tú 1 có 8 ấp: Hòa Đê, Hòa Đức, Hòa Nhạn, Hòa Phuông, Hòa Phước, Hòa Tân, Hòa Trung, Hòa Trực.
- Xã Hòa Tú 2 có 11 ấp: Dương Kiển, Hòa Bạch, Hòa Bình, Hòa Hưng, Hòa Nhờ A, Hòa Nhờ B, Hòa Phú, Hòa Phủ, Hòa Trung, Hữu Cận, Minh Duy.

Ngày 12 tháng 6 năm 2025, Quốc hội ban hành Nghị quyết số 202/2025/QH15 về việc sắp xếp đơn vị hành chính cấp tỉnh (nghị quyết có hiệu lực từ ngày 12 tháng 6 năm 2025). Theo đó, sáp nhập tỉnh Hậu Giang và tỉnh Sóc Trăng vào thành phố Cần Thơ.
Ngày 16 tháng 6 năm 2025, Ủy ban Thường vụ Quốc hội ban hành Nghị quyết số 1668/NQ-UBTVQH15 về việc sắp xếp các đơn vị hành chính cấp xã của thành phố Cần Thơ năm 2025 (nghị quyết có hiệu lực từ ngày 16 tháng 6 năm 2025). Theo đó, thành lập xã Hòa Tú thuộc thành phố Cần Thơ trên cơ sở toàn bộ 31,97 km² diện tích tự nhiên, quy mô dân số là 10.809 người của xã Hòa Tú 1 và toàn bộ 35,18 km² diện tích tự nhiên, quy mô dân số là 13.690 người của xã Hòa Tú 2 thuộc huyện Mỹ Xuyên, tỉnh Sóc Trăng.
Xã Hòa Tú có 67,15 km² diện tích tự nhiên và quy mô dân số là 24.499 người.